# Амарант масковий
Амара́нт масковий (Lagonosticta larvata) — вид горобцеподібних птахів родини астрильдових (Estrildidae). Мешкає на півночі Субсахарської Африки.

## Опис

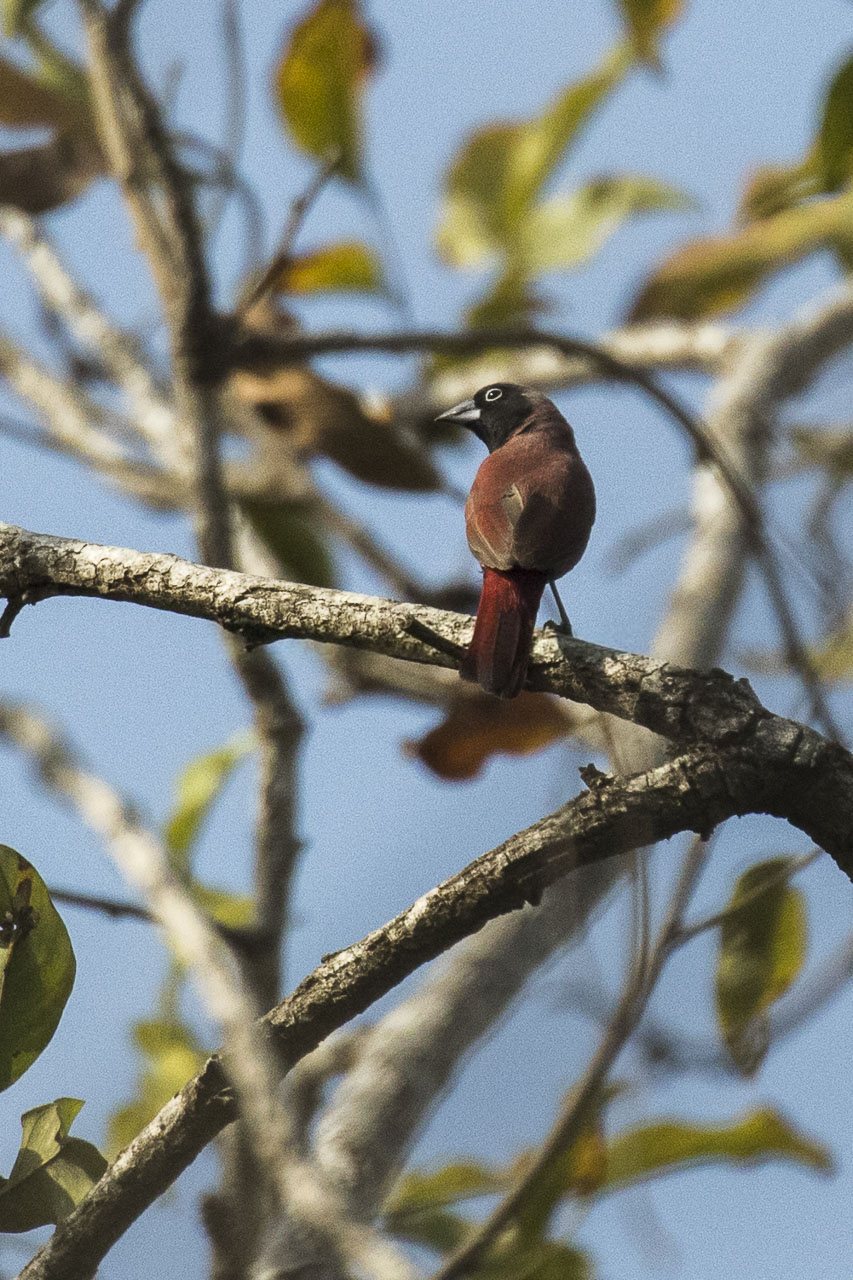
Масковий амарант

Довжина птаха становить 10-11 см, вага 8-13,5 г. У самців лоб і тім'я бурувато-сірі, передня частина голови й горло чорні, на потилиці, шиї й грудях червонуватий "комір". Верхня частина тіла чорнувато-сіра, перед линянням вона набуває бурого забарвлення. Надхвістя і хвіст яскраво-червоні, внутрішні опахала крайніх стернових пер чорнуваті. Крила бурі. Верхня частина грудей темно-бордово-коричнева, нижня частина темно-сіра. Груди поцятковані невеликими білими плямками. Живіт і гузка чорні. Очі темно-червонувато-навколо очей світло-блакитні кільця, синювато-сірий, лапи тілесно-сірі. У самиць потилиця і спина темні, сірувато-коричневі, обличчя і щоки темно-сірі, горло попелясто-сіре. Груди мають легкий рожевуватий відтінок, боки сірі, живіт попелястий. Нижні покривні пера хвоста охристі або сизі.

## Підвиди
Виділяють три підвиди:
- L. l. larvata (Rüppell, 1840) — південний схід Судану, схід Південного Судану, захід Ефіопії;
- L. l. vinacea (Hartlaub, 1857) — від Сенегалу і Гамбії до Гвінеї й західного Малі (на схід до гір Мандінґ[en]);
- L. l. nigricollis (Heuglin, 1863) — від центрального і південного Малі до Південного Судану, північного сходу ДР Конго і півночі Уганди.

Деякі дослідники виділяють підвиди L. l. vinacea і L. l. nigricollis в окремі види Lagonosticta vinacea і Lagonosticta nigricollis.

## Поширення й екологія
Маскові амаранти мешкають в Сенегалі, Гамбії, Гвінеї-Бісау, Гвінеї, Малі, Буркіна-Фасо, Сьєрра-Леоне, Ліберії, Кот-д'Івуарі, Гані, Того, Беніні, Нігері, Нігерії, Камеруні, Центральноафриканській Республіці, Чаді, Судані, Південному Судані, Демократичній Республіці Конго, Ефіопії і Уганді. Вони живуть в саванах і чагарникових заростях, на висоті до 1700 м над рівнем моря. Зустрічаються парами або сімейними зграйками, іноді приєднуються до змішаних зграй птахів з червонодзьобими амарантами і савановими астрильдами-метеликами. Живляться переважно насінням трав, яке шукають на землі, іноді також ягодами, плодами й дрібними комахами, такими як терміти, особливо під час сезону розмноження.
Сезон розмноження у саванових амарантів припадає на другу половину сезону дощів. Гніздо кулеподібне, робиться парою птахів з рослинних волокон і переплетених травинок, встелюється мохом і пір'ям, розміщується в чагарниках. В кладці 3-4 білуватих яйця. Інкубаційний період триває 11-12 днів, насиджують і самиці й самці. Пташенята покидають гніздо через 18-19 днів після вилуплення, однак батьки продовжують піклуватися про них ще кілька тижнів.